# أوسكار لاريوس
أوسكار لاريوس (بالإسبانية: Óscar Larios)‏ مواليد 1 نوفمبر 1976 في سابوبان، ولاية خاليسكو، المكسيك، هو ملاكم مكسيكي يصنف ضمن فئة وزن الديك. حقق بطولة المجلس العالمي للملاكمة.

## المسيرة الاحترافية
من نزالاته:
- خسر أمام خورخي لينارس بالضربة الفنية القاضية (21-07-2007).

## إحصائيات
خاض خلال مسيرته 71 نزالا، فاز في 63 وتعادل في 1 وخسر في 7. فاز بالضربة القاضية في 39 نزالا.

## روابط خارجية
- أوسكار لاريوس على موقع بوكس ريك (الإنجليزية) (registration required)